# Hyporhagus
Hyporhagus es un género de escarabajos perteneciente a la familia Zopheridae.

## Especies
En este género se han reconocido las siguientes especies::
- Hyporhagus alvarengai
- Hyporhagus amazonicus
- Hyporhagus andrewsi
- Hyporhagus antillicus
- Hyporhagus argentinus
- Hyporhagus attenuatus
- Hyporhagus bellus
- Hyporhagus biolleyi
- Hyporhagus bolivianus
- Hyporhagus championi
- Hyporhagus cicatricosus
- Hyporhagus clavicornis latediscus
- Hyporhagus disconotatus
- Hyporhagus duplocostatus
- Hyporhagus durangoensis
- Hyporhagus elegantulus
- Hyporhagus emarginatus
- Hyporhagus erotyloides
- Hyporhagus franzi
- Hyporhagus fusciceps
- Hyporhagus gilensis
- Hyporhagus gounellei
- Hyporhagus grandepunctatus
- Hyporhagus haagi
- Hyporhagus hispaniolae
- Hyporhagus jamaicanus
- Hyporhagus larssoni
- Hyporhagus lateminimus
- Hyporhagus laticollis
- Hyporhagus leechi
- Hyporhagus lucianae
- Hyporhagus malkini
- Hyporhagus marginatus
- Hyporhagus marginatus fabricii
- Hyporhagus minimus
- Hyporhagus moaciri
- Hyporhagus mulleri
- Hyporhagus nerolineatus
- Hyporhagus nicki
- Hyporhagus noncinctus
- Hyporhagus oberthuri
- Hyporhagus obliteratus
- Hyporhagus opaculus
- Hyporhagus opaculus vandykei
- Hyporhagus panamensis
- Hyporhagus peruensis
- Hyporhagus peruvianus
- Hyporhagus pseudogilensis
- Hyporhagus punctatus
- Hyporhagus punctulatus
- Hyporhagus quadrimaculotus
- Hyporhagus rarus
- Hyporhagus reichardti
- Hyporhagus rozei
- Hyporhagus ruficollis
- Hyporhagus rufolineatus
- Hyporhagus similminimus
- Hyporhagus stranus
- Hyporhagus tibialis
- Hyporhagus tibialis borealis
- Hyporhagus tibialis tibialis
- Hyporhagus valdepunctatus
- Hyporhagus wagneri
- Hyporhagus wittmeri
- Hyporhagus yucatanensis